# 特姆瓦·查溫加
特姆瓦·查溫加（1998年9月20日—）是馬拉威職業女子足球運動員，司職前鋒，現效力國家女子足球聯賽球隊堪薩斯城潮流和馬拉威國家女子足球隊。她曾效力於瑞典女超的克瓦恩斯維登體育以及中女超聯賽的武漢江大。
查溫加曾獲得2023年IFFHS世界年度最佳女子射手，她於該年分別在武漢江大打進51球，在國際賽事打入12球，最後以總計63球拿下該獎項，遠遠超過排行第二的查琳·科拉爾（39球）。

## 個人生活
特姆瓦·查溫加出生於東南非國家馬拉威北部區龍皮縣的一個通布卡人家庭，她的名字特姆瓦（Temwa）在通布卡語的意思是「愛」。查溫加在家中排行老么，她有四位兄姊，其中一位姊姊塔比莎·查溫加和她同樣是職業足球員，兩人曾同時效力武漢江大。

## 外部連結
- Soccerway資料庫：特姆瓦·查溫加
- 特姆瓦·查溫加 （页面存档备份，存于）在堪薩斯城潮流
- 特姆瓦·查溫加在國家女子足球聯賽
- 特姆瓦·查溫加的Instagram帳戶